# حلبة أوسكار جالفيز

مسار الحلبة

حلبة أوسكار جالفيز هي حلبة سباق تتسع لـ 45 ألف متفرج وهي بطول 4.206 كم، تقع في بوينس آيرس عاصمة الأرجنتين. بنيت الحلبة في سنة 1952 في عهد الرئيس خوان بيرون. استضافت أحداثا مثل جائزة الأرجنتين الكبرى للدراجات النارية وبطولة العالم لسباقات الفورمولا واحد، وجائزة بوينس آيرس الكبرى.